# Exogyra
Exogyra es un género extinto de ostras típico del Jurásico y del Cretácico de Europa (desde hace unos 200 a unos 60 millones de años). Pertenece a la familia Gryphaeidae, junto con el género Gryphaea.
Los individuos del género Exogyra vivieron en sustratos duros de mares cálidos a poca profundidad. Los caracterizaba una valva izquierda enroscada en espiral y marcadamente ornamentada, que fijaría el molusco al sustrato en toda su superficie, y una valva derecha más pequeña y aplanada que haría de tapa. La charnela estaba curvada hacia un lado. A diferencia del género Gryphaea sus conchas son menos gruesas y palmeadas. 

## Especies
Especies que contiene el género Exogyra incluye:
- Exogyra aquila (Brongniart, 1871)
- Exogyra aquillana Stephenson, 1953
- Exogyra cancellata Stephenson, 1914
- Exogyra clarki Shattuck, 1903
- Exogyra columbella Meek, 1876
- Exogyra costata
- Exogyra columba
- Exogyra fimbriata Conrad, 1855
- Exogyra guadalupae Whitney, 1937 (thesis)
- Exogyra laeviuscula Roemer, 1849
- Exogyra levis Stephenson, 1952
- Exogyra paupercula Cragin, 1893
- Exogyra plexa Cragin, 1893
- Exogyra potosina Castillo and Aguilera, 1895
- Exogyra quitmanensis Cragin, 1893
- Exogyra upatoiensis Stephenson, 1914
- Exogyra whitneyi Bose, 1910

- Datos: Q127941
- Multimedia: Exogyra / Q127941